# Volo Air France 422
Il volo Air France 422 era un volo di linea da Bogotá (Colombia) a Quito (Ecuador), che copriva l'ultima tratta di un collegamento aereo tra Parigi e la capitale ecuadoriana, operato da TAME per conto di Air France. Il Boeing 727 il 20 aprile 1998 si schiantò nelle vicinanze di Bogotá a causa della scarsa visibilità dopo il decollo dall'aeroporto internazionale El Dorado, uccidendo tutte le 53 persone a bordo.

## Aereo ed equipaggio
Il Boeing 727-230 che copriva la rotta aveva 21 anni di servizio. L'aereo era di proprietà di TAME, la compagnia aerea ecuadoriana, ma era operativo sulla base di una wet lease per Air France come ultima parte di un volo da Parigi. L'equipaggio di 3 persone in cabina era abbastanza qualificato, ma il capitano del volo aveva accumulato solo circa 400 ore nel Boeing 727. Un meccanico delle operazioni di volo e 6 assistenti di volo completavano l'equipaggio. 43 passeggeri erano tra le 53 persone totali a bordo dell'aereo.

## Incidente
Il volo ricevette l'autorizzazione dall'aeroporto internazionale El Dorado attraverso l'uscita Girardot 1 (GIR1), che inizialmente consisteva in una virata SW, per procedere al Girardot VOR. L'equipaggio di volo però non riuscì a eseguire correttamente la manovra; il primo ufficiale, che fungeva da pilota in comando, non fece la svolta iniziale e poi si dimenticò di accendere il transponder, cosa che proibiva ai controllori radar di assisterli. Purtroppo la virata aveva anche lo scopo di impedire all'aereo di viaggiare ad est della città di Bogotá, a causa della presenza di montagne d'alta quota. Meno di due minuti dopo il decollo dalla pista 13L dell'aeroporto di Bogotà, l'aereo si schiantò a una velocità di 260 nodi nel Cerro el Cable, mentre superava quota 10.100 piedi, senza che l'equipaggio fosse in grado di reagire per via della scarsa visibilità. Tutte le 53 persone a bordo morirono a causa di una combinazione di lesioni da impatto e da incendio. L'incendio sviluppatosi in seguito all'impatto distrusse anche un'ampia area forestale.